# ماسيج بودنار
ماسيج بودنار (بالبولندية: Maciej Bodnar)‏ مواليد 7 مارس 1985 في فروتسواف، هو دراج بولندي سابق في صنف سباق الدراجات على الطريق. سبق أن شارك في دورة الألعاب الأولمبية الصيفية.

## روابط خارجية
- ماسيج بودنار على موقع الاتحاد الدولي للدراجات (الإنجليزية)
- ماسيج بودنار على موقع أرشيف الدراجات (الإنجليزية)
- ماسيج بودنار على موقع إحصائيات الدراجات الإحترافية (الإنجليزية)
- ماسيج بودنار على موقع نسبة الدراجات (الإنجليزية)
- ماسيج بودنار على موقع CycleBase (الإنجليزية)
- ماسيج بودنار على موقع اللجنة الأولمبية الدولية (الإنجليزية)
- ماسيج بودنار على موقع أوليمبيديا (الإنجليزية)
- ماسيج بودنار على موقع اللجنة الأولمبية البولندية (مؤرشف) (البولندية)